# Lynne Segal
Lynne Segal (Sídney, 29 de marzo de 1944) es una feminista, profesora universitaria, psicóloga y experta en estudios de género y política británico-australiana.

## Biografía
Licenciada en Psicología en la Universidad de Sídney, se doctoró en la misma universidad en 1969. Se trasladó al Reino Unido en 1970, donde reside desde entonces y es profesora de psicología y estudios de género en el Departamento de Estudios Psicosociales de Birkbeck, Universidad de Londres.
Políticamente miembro del Partido Laborista, ha mantenido sus posiciones feministas con la defensa de la alianza reivindicativa con otras causas sociales como las de los sindicalistas o la lucha contra el racismo. Fruto de estas posiciones fue su primer libro, Is the Future Female? Troubled Thoughts on Contemporary Feminism (Virago, 1987). A este siguieron Slow Motion: Changing Masculinities, Changing Men (Palgrave, 2007), Straight Sex: The Politics of Pleasure (University of California Press, 1994), Why Feminism? Gender, Psychology & Politics (Polity, 1999), Making Trouble: Life & Politics (Serpent’s Tail, 2007) y Out of Time: The Pleasures & Perils of Ageing (Verso, 2014), entre otros. Su último libro publicado en 2017 fue  Radical Happiness : Moments of Collective Joy (Verso Books).